# Váli Ernő
Budatétényi Váli Ernő (1922-től Vály Ernő, Szabadka, 1863. október 19. – Budapest 1941. március 13.) orvos, műtő, fülorvos és kórházi főorvos, Váli Béla testvéröccse.

## Élete
Váli (Valitsek) Béla ügyvéd, földbirtokos és Bauer Krisztina gyermekeként született. 1881-ben fejezte be középiskolai tanulmányait szülővárosában, majd a Budapesti Tudományegyetem orvosi fakultására iratkozott be. Időközben a bécsi és grazi egyetemeket is látogatta; innét visszatérve, újból Budapesten folytatta tanulmányait. 1885-ben szigorló orvos és egyszersmind I. osztályú katonaorvos-növendék volt. Később kórházi főorvosként dolgozott Budapesten. A Budapesti Királyi Orvosegyesület Otológiai Szakosztályának titkára, majd jegyzője volt. Az első világháborúban teljesített orvosi szolgálatainak elismeréseként 1918-ban magyar nemességet adományoztak neki, 1920-ban pedig egészségügyi főtanácsossá nevezték ki.
1941. március 15-én a Fiumei úti Sírkertben helyezték örök nyugalomra a római katolikus anyaszentegyház szertartása szerint.
Cikkeket írt a következő hírlapokba: Bácska (1882-től), Magyarország és a Nagyvilág (1882. Őseink házasélete, 1883. A halottégetésről), Szabadkai Közlöny (1882-től), Szabadság (1883-tól), Uj Nemzedék (1884. belső munkatárs), Bácskai Ellenőr (1884), Pesti Hírlap (1884., 1885. 164. sz. A hülyék közt), Képes Családi Lapok (1886. Az alvásról) és orvosi szaklapokba.

## Családja
Felesége hohenaui Zettner Szeréna Györgyike Melánia (1874–1936) volt, akit 1900. október 25-én Budapesten, a Józsefvárosban vett nőül.
Gyermekei
- Vály Szerén Klára Krisztina Mária (1903–?)
- Vály Klára Rózsa Jolán (1906–1961)

## Munkái
- Halandóság viszonyai Szabadkán 1880-83-ban. Budapest, 1884
- A betegség és halál adója Magyarországon. Uo. 1885. (Különnyomat a Természeti Közlönyből)
- A fül kagyló morphologiai elváltozásai egészséges egyéneknél, elmebetegeknél és idiotáknál. Uo. 1891. (Különnyomat az Orvosi Hetilapból. Németül: Wien, 1891. Különnyomat az Allg. Wiener Meidz. Zeitungból)
- Kisérlet műleges hangvezeték készítésére veleszületett külhangvezeték hiányánál mindkét oldali durványos fülkagylónál. Budapest, 1892. (Különnyomat az Orvosi Hetilapból)
- Fegyenczeken végzett vizsgálatok a fülkagyló morphologiai elváltozásaira vonatkozólag. Uo. 1892. (Különnyomat az Orvosi Hetilapból).
- A csecsnyújtvány felvésése és javallatai. Uo. 1892. (Klinikai Füzetek II. 6.)
- A gyermekek heveny középfül gyulladása. Uo. 1894. (Klinikai Füzetek IV. 12. Németül: Uo. 1895. Különnyomat a Pester Medizinische Chirurgische Presséből)
- A fülzúgásról. Uo. (1897. Különnyomat a Természettudományi Közlöny 263. füzetéből)
- A külső hangvezető veleszületett elzárásának feltárására. Uo. 1899
- A fülgyógyászat tankönyve. 1921

Szerkesztette a szamaritánus-egyesület 1902. Évkönyvét, mint titkár. Budapest, 1903. és a budapesti királyi orvosegyesület otológiai szakosztályának 1904. Évkönyvét mind a szakosztály jegyzője Budapesten.
Álneve: Kis Doctor.